# Gens Flaminia
De gens Flaminia was de naam van een Romeinse plebejische gens. Tijdens de eerste vijf eeuwen van Rome wist geen enkel lid van deze familie bekendheid te verwerven. De naam is duidelijk afgeleid van flamen, als aanduiding voor een dienaar van een flamen. Vroeger dacht men dat de Flaminii slechts een cognomen van de gens Quintia waren, maar dit berustte op een verwarring van de Flaminii met de Flaminini, waarbij de laatste behoorde tot het oude patricische gens Quintia. Als cognomen is alleen Chilo en Flamma bekend, er bestaat geen ondersteunend bewijs voor het cognomen Nepos, genoemd door Orelli (Onom. Tull. ii. p. 254) als een van de gesneuvelden in de Slag bij het Trasimeense Meer

## Bekende leden van degens Flaminia
- Gaius Flaminius Nepos (3e eeuw v.Chr.), de grote voorvechter voor de gelijkberechtiging van de plebejers;